# 郭毅可
郭毅可（英語：Guo Yike），英國皇家工程院院士、歐洲科學院院士，英國帝國理工學院數據科學研究所所長；香港浸會大學副校長（研究及拓展）；上海大学計算機工程與科學院院長，中國人工智能學會名譽副理事長，高木學習聯合創始人。

## 經歷
1980年至1987年,在清華大學計算機系計算機專業就學，獲一等榮譽工學學士學位並成為首批清華碩博聯讀生。1987年被公派至英國留學，1994年博士畢業於英國帝國理工學院計算機系，獲計算機科學博士學位。
2014年,創建帝國理工數據科學研究所並被任命為所長。 2015年4月，上海大学聘請郭毅可出任計算機工程與科學學院院長。2020年至2022年，出任香港浸會大學副校長（研究及拓展）。2022年，出任香港科技大學首席副校長。